# Winston Elliott Scott
Winston Elliott Scott (* 6. August 1950 in Miami, Bundesstaat Florida, USA) ist ein ehemaliger US-amerikanischer Astronaut.
Scott erhielt 1972 einen Bachelor in Musik von der Florida State University und 1980 einen Master in Luftfahrttechnik von der Naval Postgraduate School.
Im Dezember 1972 kam Scott zur United States Navy, wo er eine Ausbildung zum Marineflieger und Hubschrauberpilot erhielt. Ab 1974 war er vier Jahre in einer Anti-U-Boot-Helikopter-Staffel in Kalifornien stationiert. Als F-14-Pilot war er später in Virginia stationiert. Ab 1986 folgten noch Stationierungen in Florida und Pennsylvania. Nebenbei war er Ausbilder für Elektrotechnik an der Florida Agricultural and Mechanical University und dem Florida Community College.

## Astronautentätigkeit
Im März 1992 wurde er von der NASA als Astronautenanwärter ausgewählt.

### STS-72
Am 11. Januar 1996 flog Scott als Missionsspezialist mit dem Space Shuttle Endeavour zum ersten Mal ins All. Die Mannschaft fing die zehn Monate zuvor gestartete japanische Plattform Space Flyer Unit ein und setzte für zwei Tage die Plattform OAST aus. Bei zwei Weltraumausstiegen wurden Montagetechniken simuliert, um Erfahrungen für die künftige Internationale Raumstation zu sammeln.

### STS-87
Am 19. November 1997 startete Scott als Missionsspezialist mit der Raumfähre Columbia zur Spacelab-Mission „United States Microgravity Payload 4“. Dabei führte Scott zusammen mit Takao Doi zwei Weltraumausstiege (EVAs) durch. Bei der ersten EVA fingen sie den zu Beginn des Fluges ausgesetzten Forschungssatelliten SPARTAN ein, der in ein unkontrolliertes Taumeln geraten war. Außerdem erprobte man erstmals die sogenannte AERCam, eine etwa 40 Zentimeter große Kugel, die mit einem Lageregelungs- und einem Kamerasystem ausgestattet, schwer zugängliche Strukturen erkunden kann. Scott ließ ihn aus der Nutzlastbucht schweben und Steven Lindsey kontrollierte AERCam mittels Fernbedienung vom Cockpit aus.

## Nach der NASA
Im Juli 1999 schied Scott aus der NASA und der U.S. Navy aus und wurde an der Florida State University Vizepräsident für Studentenbelange. Anschließend war er als Direktor der Florida Space Authority tätig.
Derzeit ist er Vizepräsident und stellvertretender General-Manager des Jacobs Engineering’s Support Contract beim Johnson Space Center.

## Privates
Winston Scott ist verheiratet und hat zwei Kinder.